# Spartak Melitopol
Spartak Melitopol (ukr. Футбольний клуб «Спартак» Мелітополь, Sportywnyj Kłub "Spartak" Melitopol) – ukraiński klub piłkarski z siedzibą w Melitopolu, w obwodzie zaporoskim.

## Historia
Chronologia nazw:
- 1957: Burewisnyk Melitopol (ukr. «Буревісник» Мелітополь)
- 07.1965: Łyman Melitopol (ukr. «Лиман» Мелітополь)
- 26.09.1965: Spartak Melitopol (ukr. «Спартак» Мелітополь)

Drużyna piłkarska Burewisnyk Melitopol została założona w 1957 roku w Melitopolu i reprezentowała miejscowy Instytut Mechanizacji Rolnictwa. W 1963 debiutował w rozgrywkach Drugiej ligi Mistrzostw ZSRR. W lipcu 1965 zmienił nazwę na Łyman Melitopol, a już 26 września 1965 przyjął nazwę Spartak Melitopol. Sezon 1966 roku to ostatni występ w rozgrywkach Mistrzostw ZSRR. Potem został rozformowany.

## Sukcesy
Klasa B Mistrzostw ZSRR:
- 4 miejsce: 1963 (2 strefa ukraińska)

## Trenerzy
- 1960-1964:  Petro Tyszczenko

...
- 1966:  Petro Tyszczenko